# 八角羽爪節蜱
八角羽爪節蜱（学名：Diptilomiopus octogonus）为双羽爪節蜱科羽爪節蜱屬下的一个种。